# Antonia Rados

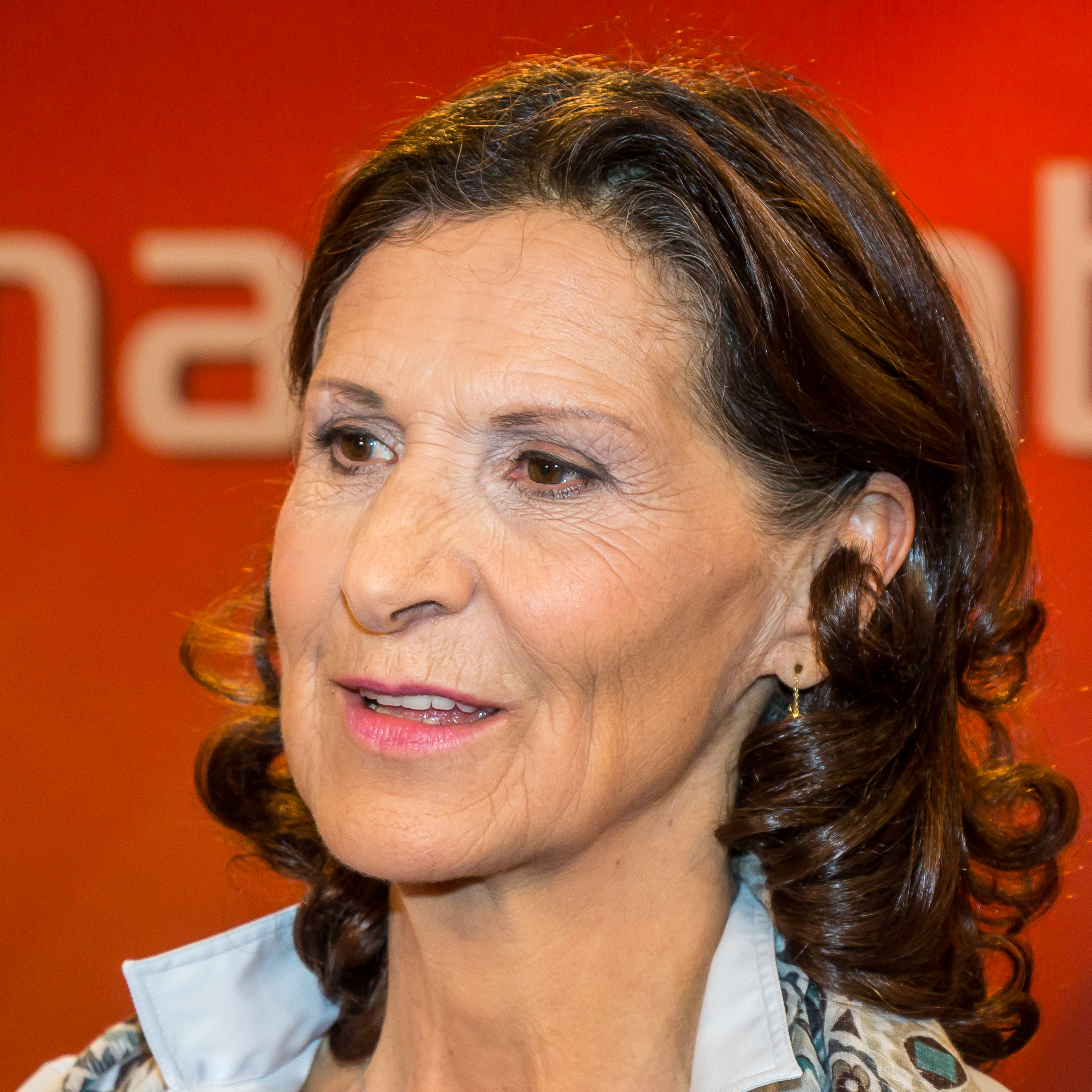
Antonia Rados, 2018

Antonia Rados (* 15. Juni 1953 in Klagenfurt) ist eine österreichische Fernsehjournalistin.

## Leben
Antonia Rados studierte Politikwissenschaft in Paris und Salzburg. Die promovierte Politologin arbeitete von 1978 bis 1991 für den Österreichischen Rundfunk (ORF) als Korrespondentin unter anderem in Chile, Südafrika, Somalia und im Iran. Im Jahre 1989 wurde sie in Österreich mit ihrer ORF-Berichterstattung der rumänischen Revolution bekannt und dafür 1991 als „Frau des Jahres“ ausgezeichnet. Im selben Jahr wechselte sie als Sonderkorrespondentin zum WDR. Von 1995 bis 2008 war sie für die Sender der Mediengruppe RTL Deutschland als Auslandskorrespondentin in Kriegs- und Krisenregionen unterwegs. Hinzu kamen zahlreiche Reportagen für RTL und n-tv.
Im Irakkrieg 2003 gewann sie die Aufmerksamkeit eines großen Publikums, als sie live für die Fernsehsender RTL und n-tv aus Bagdad berichtete. Für ihre Reportagen (zum Beispiel aus Bosnien und Herzegowina, Südafrika, Somalia, Iran und Afghanistan) wurde sie mehrfach ausgezeichnet, unter anderem mit dem Deutschen Fernsehpreis und dem Hanns-Joachim-Friedrichs-Preis für Fernsehjournalismus. Außerdem wurde sie für ihre RTL-Dokumentation Unser Freund Saddam 2003 mit dem österreichischen Medienpreis Romy ausgezeichnet.
Im Frühjahr 2008 wechselte sie zum ZDF und sollte dort das Team des heute-journals verstärken. Rados störte sich an den Strukturen des öffentlich-rechtlichen Fernsehens und war mit den Arbeitsbedingungen unzufrieden. Am 1. Januar 2009 ging Rados wieder als Chefreporterin Ausland zur Mediengruppe RTL Deutschland.
Im März 2011 interviewte Rados Libyens Staatschef Muammar al-Gaddafi und berichtete auch über den dortigen Bürgerkrieg. Im August 2016 interviewte Rados den türkischen Präsidenten Recep Tayyip Erdoğan.
Mit Vollendung des 69. Lebensjahrs beendete sie ihre Arbeit bei RTL. Rados lebt in Wien und Paris.

## Auszeichnungen
- 1991: „Frau des Jahres“ in Österreich
- 1999: Deutscher Fernsehpreis für ihre Berichterstattung aus dem Kosovo in der Kategorie „Beste Moderation Information“
- 2003: Hanns-Joachim-Friedrichs-Preis für ihre Berichterstattung für RTL und n-tv aus Bagdad[8]
- 2003: Romy für die Fernsehdokumentation Unser Freund Saddam
- 2003: Deutscher Fernsehpreis für Rados’ Irak-Berichterstattung in der Kategorie „Beste Reportage“
- 2005: Auslandsösterreicher des Jahres
- 2007: Robert-Geisendörfer-Preis für die Fernsehdokumentation Feuertod[9]
- 2010: Radio-Regenbogen-Award („Medienfrau des Jahres“)
- 2011: Bayerischer Fernsehpreis (Sonderpreis für ihre Nahostberichterstattung)[10]
- 2011: Dr. Rainer Hildebrandt-Medaille
- 2012: Hildegard-von-Bingen-Preis für Publizistik[11]
- 2014: Goldene Medienlöwin[12]
- 2016: Bayerischer Fernsehpreis als Autorin der Reportage Nachtjournal-Spezial: Die IS-Connection (RTL).
- 2018: Hans-Oelschläger-Preis als „herausragende Auslandskorrespondentin“
- 2019: Deutscher Fernsehpreis in der Kategorie Beste Information: Auslandsreporter für Jemens langsamer Tod (n-tv)
- 2023: Hedwig-Dohm-Urkunde des Journalistinnenbundes für ihr Lebenswerk[13]
- 2024: Hugo-Portisch-Preis[14]

## Werke
- Die Verschwörung der Securitate. Rumäniens verratene Revolution. Hoffmann und Campe, Hamburg 1990, ISBN 3-455-08378-1.
- Quotenfieber. Diana, München / Zürich 1997, ISBN 3-8284-0012-4 (Roman).
- Gucci gegen Allah. Der Kampf um den neuen Nahen Osten. Heyne, München 2005, ISBN 3-453-12040-X (Aktualisierte Taschenbuchausgabe: Heyne Taschenbuch 645.11, München 2006, ISBN 978-3-453-64511-0).
- Live aus Bagdad. Das Tagebuch einer Kriegs-Reporterin. Aktualisierte Neuausgabe Auflage. Heyne, München 2007, ISBN 978-3-453-64516-5 (Erstausgabe: 2003, ISBN 3-453-87724-1).
- Zwei Atombomben dankend erhalten. Alltag im Iran des Ahmadinedschad. Heyne, München 2007, ISBN 3-453-14302-7 (aktualisierte Neuausgabe: Im Land der Mullahs. Wie eine Reporterin den Iran erlebt. Heyne Taschenbuch 620.30, München 2009, ISBN 978-3-453-62030-8).
- Die Fronten sind überall. Aus dem Alltag der Kriegsreportage. In: mit Hannes Haas (Hrsg.): Theodor Herzl-Vorlesung. Picus, Wien 2009, ISBN 978-3-85452-648-3.
- Die Bauchtänzerin und die Salafistin: Eine wahre Geschichte aus Kairo. Amalthea Signum, 2014, ISBN 978-3-85002-876-9 (2. Auflage, 224 Seiten).
- Afghanistan von innen: Wie der Frieden verspielt wurde. Christian Brandstätter Verlag, Wien 2022, ISBN 978-3-7106-0603-8.